# Завади (Більський повіт)
Завади (пол. Zawady) — село в Польщі, у гміні Більськ-Підляський Більського повіту Підляського воєводства.
Населення — 91 особа (2011).
У 1975-1998 роках село належало до Білостоцького воєводства.

## Демографія
Демографічна структура станом на 31 березня 2011 року:
|          | Загалом | Допрацездатний вік | Працездатний вік | Постпрацездатний вік |
| -------- | ------- | ------------------ | ---------------- | -------------------- |
| Чоловіки | 49      | 12                 | 21               | 16                   |
| Жінки    | 42      | 11                 | 15               | 16                   |
| Разом    | 91      | 23                 | 36               | 32                   |